# Șoimari (gmina)
Șoimari – gmina w Rumunii, w okręgu Prahova. Obejmuje miejscowości Lopatnița, Măgura i Șoimari. W 2011 roku liczyła 3026 mieszkańców.